# Vongshøj
Vongshøj er med 62 m det højeste punkt i Løgumbjerge i det vestlige Sønderjylland, 3 km nordvest for Løgumkloster. De øverste 4,75 m udgøres af en 33 m bred gravhøj.
Under Første verdenskrig opførte de tyske væbnede styrker på toppen en signalstation, der i 1923, efter Genforeningen blev ombygget til et udsigtstårn, der stadig står der i dag. 